# Stakeholder
Jako stakeholder (v 1. pádu množného čísla stakeholders nebo stakeholdeři) nebo též interesant, zúčastněnec či zainteresovaná strana se označuje libovolný subjekt, který má nějaký soukromý zájem na činnosti konkrétního podniku. Mezi stakeholdery se tak řadí všichni lidé a právnické osoby z okolí tohoto podniku. Jsou to jak osoby z podniku (především zaměstnanci), tak osoby mimo tento podnik, např. lidé kupující výrobky tohoto podniku. Činnost vyvíjená podnikem stakeholdery přímo či nepřímo ovlivňuje. Jejich zájem může být kladný, záporný i amfoterní (obojaký), např. zaměstnanci mohou mít zájem na tom, aby podnik prosperoval, kdežto konkurenci prosperování tohoto podniku vhod nepřijde.
Stakeholder tedy označuje libovolný subjekt, se kterým je navázaný vztah libovolného charakteru.
Mezi stakeholdery se řadí mimo jiné:
- dodavatelé[3][4][5]
- zákazníci[3][5] i potenciální zákazníci[4]
- zaměstnanci[3][4][5]
- odbory[3][4]
- vedení podniku
- majitelé[3][4][5]
- oborové organizace[4][5]
- různá občanská sdružení[4][5]
- představitelé samosprávy[3][4][5]
- stát a státní správa[3][4][5]
- mezinárodní organizace[3][4]
- konkurenční podniky[4][5]
- lobbisté[4][5]
- lidé žijící v okolí[4][5]
- masová média[3][4][5]

V nejširším pojetí se za stakeholdery považují i tzv. neživé části, tzn. geosféry (atmosféra, litosféra a biosféra), a děje, odehrávající se v jejich rámci.
Disciplína zabývající se stakeholdery se označuje jako public relations (často zkracováno na PR) nebo též vztahy s veřejností. Udržováním, posilováním, řízením a vytěžováním těchto vztahů se věnuje disciplína zvaná stakeholder management. Pojem má též úzký vztah s podnikovou etikou a takzvanou společenskou odpovědností podniku (CSR).

## Název
Termín stakeholder v angličtině tradičně označoval dočasného držitele peněz či jiného majetku. Pojem se užíval v právu a hazardu. Tento termín však začal být používán ve velmi odlišném významu v managementu. Zde označuje jakéhokoliv aktéra, který ovlivňuje danou organizaci a jehož ovlivňuje tato organizace.
Termín stakeholder je významově širší než podobný pojem „shareholder“ (který znamená „akcionář“), neboť zahrnuje všechny osoby a instituce, které mají s organizací cokoli do činění. Zatímco zájem shareholderů o organizaci obvykle zůstává v dimenzi finanční, jiní stakeholdeři mohou dimenzi dalece přesahovat.
Ve starší marketingové terminologii se využívá pojem „zúčastněnec“.

## Druhy stakeholderů
Stakeholdeři se dají dle jejich významnosti rozdělit do dvou skupin:
- primární stakeholdeři (majitelé, zaměstnanci, dodavatelé, zákazníci a potenciální zákazníci, lidé žijící v okolí, environmentální neziskové organizace)
- sekundární stakeholdeři (stát, státní a územní správa, lobbisté, média, oborové organizace, občanská sdružení, konkurenční podniky)

Dále se mohou stakeholdeři rozdělit na vnitřní veřejnost (podílníci, vedení podniku, zaměstnanci, dceřiné společnosti) a vnější veřejnost, kde stakeholdeři jsou mimo podnik, např. dodavatelé, odběratelé nebo lidé, kteří bydlí či pracují v okolí.
Pro vztah s konkrétním typem interesanta se vžily některé termíny (používané i jako zkratky), které mají původ v angličtině a které vyjadřují, o jakého interesanta jde a v jakém směru je vliv. Zkratka B2B (neboli business to business) říká, že vztah je mezi dvěma podniky (např. dodavatel a odběratel). Zkratka B2C (neboli business to customer či business to consumer) zase říká, že vztah je mezi podnikem (tj. „business“) a nefiremním zákazníkem (tj. „customer“ či consumer“) a že tok je od podniku k nefiremnímu zákazníkovi (např. prodej zboží), oproti tomu C2B (customer to business či consumer to business) znamená, že tok jde od nefiremního zákazníka k podniku (např. reklamace zakoupeného zboží). B2E (business to employee) znamená, že tok jde od podniku k jeho zaměstnancům (tj. „employee“). B2G (business to government) znamená, že tok jde od podniku ke státnímu aparátu (tj. „government“), podobný význam má i zkratka B2A (business to administration), která se však používá ještě ve druhém významu business to academy, tzn. tok jde od podniku k akademické sféře (tj. „academy“).

## Analýza zainteresovaných stran
Pro identifikaci konkrétních stakeholderů nebo skupin stakeholderů a jejich individuálních potřeb se používá tzv. analýza zainteresovaných stran. Jejím účelem je zjistit, jaký vliv na podnik tito stakeholdeři mají a co od podniku očekávají. Rovněž se snaží identifikovat, kteří ze stakeholderů jsou skutečně klíčoví.
Vedle analýzy zainteresovaných stran se používají také další analýzy, jako je analýza okolí podniku a SWOT.